# Набережное (Акмолинская область)
Набережное (каз. Набережный) — упразднённое село в Жаксынском районе Акмолинской области Казахстана. Входило в состав Кайрактинского сельского округа. Исключено из учетных данных в 2005 году.

## Население
В 1999 году население села составляло 11 человек (5 мужчин и 6 женщин).